# Pierre-Jules Jollivet
Pour les articles homonymes, voir Jollivet et Jolivet.
Pierre-Jules Jollivet, né le 27 juin 1803 à Paris, mort dans la même ville le 7 septembre 1871, est un peintre et un lithographe français.

## Biographie
Pierre-Jules Jollivet naît le 27 juin 1803 à Paris,.
Il étudie d’abord l'architecture avec Jean-Jacques-Marie Huvé (1783-1852) et Auguste Famin (1776-1859). Ce n'est que plus tard, en 1822, qu'il se tourne vers la peinture. Il entre cette année-là à l’École des beaux-arts de Paris où il reste jusqu’en 1825. Il y a pour maître François-Louis Dejuinne et Antoine-Jean Gros, eux-mêmes peintres d'histoire et de genre.
Parallèlement, Jollivet s’intéresse à la lithographie inventée en 1796 par Aloys Senefelder. C'est pourquoi, en 1826, il se rend en Espagne pour travailler sur un catalogue des collections artistiques du roi d’Espagne Ferdinand VII, au musée royal de Madrid. Jollivet participe à la réalisation de dix huit planches dans cette publication. Il vit quelque temps à Madrid avant de revenir à Paris où il reprend la peinture.
De retour de son voyage madrilène, il se spécialise dans la peinture d’histoire et dans les scènes de genre, s'inspirant de son expérience en Espagne. Il acquiert peu à peu une certaine notoriété et commence à exposer ses œuvres à partir de 1831. Les premiers tableaux qu’il présente sont Intérieur de la maison d’un alcalde, Vue de la Résidence Royale d’Aranjuez, ainsi que Philippe IV, roi d’Espagne, et ses enfants, inspiré de l’œuvre de Velasquez. En 1833, il est récompensé pour son tableau les Brigands du royaume de Valence qu’il présente au Salon.
Il continue à peindre et exposer ses peintures qui portent essentiellement sur des sujets espagnols tel que La Guerilla (1834, Paris, musée du Louvre) ou Le Braconnier contemplant son butin. Dans les années 1830, Louis-Philippe le charge de peindre plusieurs grandes compositions historiques pour le musée historique de Versailles. Il réalise ainsi La Bataille de Hooglede, 13 juin 1794 (Salon de 1836) ainsi que Godefroy de Bouillon tient les premières Assises du Royaume de Jérusalem, Janvier 1100. Il réalise aussi une gravure à l'eau-forte représentant la bataille de Tourcoing du 18 mai 1794 (29 Floréal An II).
Jollivet peint également des sujets religieux comme le Massacre des Innocents, et il se voit confier la décoration de plusieurs églises parisiennes comme celles de Saint-Ambroise, Saint-Antoine-des-Quinze-Vingts et Saint-Vincent-de-Paul. 
Il a rencontré par hasard Pierre Hachette, gendre de Ferdinand Henri Joseph Mortelèque, qui avait repris en 1831 l'exploitation de son brevet de peinture émaillée sur dalles de lave de Volvic dans la société Hachette et Cie. Intéressé par ce procédé, il va faire des essais qui vont aboutir en 1844. Jacques Hittorff qui a été directeur dans la société Hachette et Cie jusqu'en 1838 est favorable à la décoration peinte des façades de monuments. En 1844, il obtient du préfet de la Seine Rambuteau la commande d'une peinture monumentale pour décorer le porche de l’église Saint-Vincent-de-Paul représentant la Sainte Trinité. Il est installé en 1848 au-dessus de la principale porte. Hittorf lui a proposé de réaliser six autres panneaux suivant le même procédé, trois représentant des scènes de l'Ancien Testament et trois autres consacrés à des épisodes du Nouveau Testament. Les mouvements politiques qui se produisent à la suite de la Révolution de 1848 font que la commande de ces six panneaux n'a été passée qu'en 1853 par le nouveau préfet de la Seine, Georges Haussmann. La nudité de certains personnages provoqua un scandale et ces œuvres sont retirées en 1861. Elles ne furent reposées qu'en 2011.
Jules Jollivet achète en 1856 un terrain dans le nouveau lotissement de la cité Malesherbes, Paris, 9e. Il fait construire par l'architecte Anatole Jal, un hôtel particulier au n°11. Sa façade remarquable est ornée d'un décor en céramique et laves émaillées. Les trois fenêtres centrales réunies du premier et du deuxième étage, dont les linteaux ont des angles arrondis, motif mis à la mode sous Louis-Philippe et inspiré de la triplice vénitienne, sont richement ornées d’ornements néo-Renaissance couvrant les allèges et les montants : Pilastres, rinceaux, arabesques, cadres, vases, candélabres… Sous chacune de ces six baies se trouve une plaque de lave émaillée, réduction de celles réalisées pour la façade de Saint-Vincent-de-Paul. Au premier étage nous avons trois représentations de l’Ancien Testament : La Création d’Eve suivie du Péché Originel et d’Adam et Eve chassés du Paradis, au deuxième, trois représentations du Nouveau Testament : L’adoration des Mages suivie par le Baptême du Christ et enfin La Cène, promesse de la rédemption, qui se trouvant juste au dessus, équilibre la vision du châtiment d’Adam et d’Eve. 
Pierre-Jules Jollivet meurt dans le 16e arrondissement de Paris le 7 septembre 1871.

Œuvres de Pierre-Jules Jollivet pour l'église Saint-Vincent de Paul à Paris
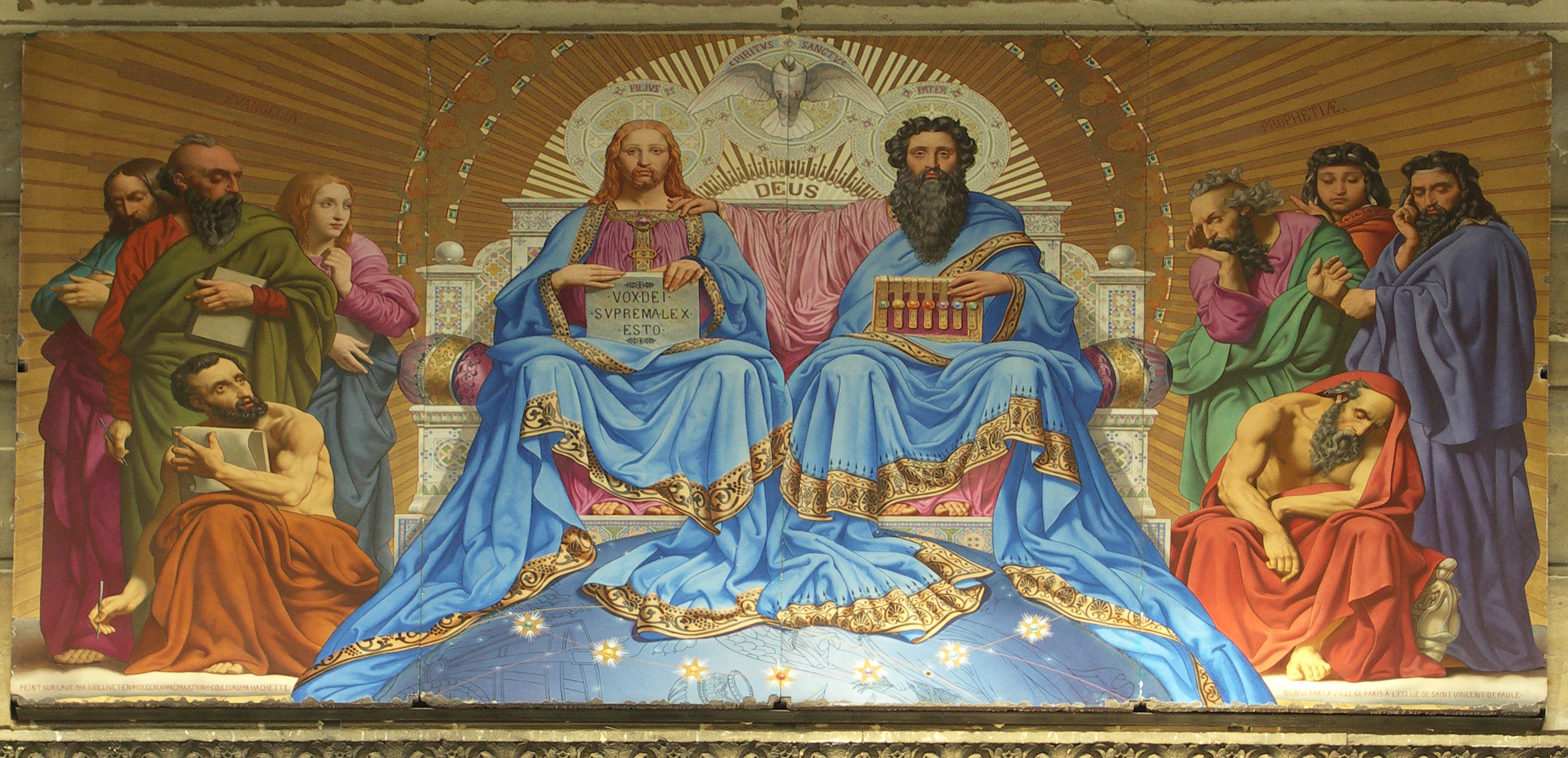
La Sainte Trinité (1846) plaque de lave émaillée, façade de l'église.
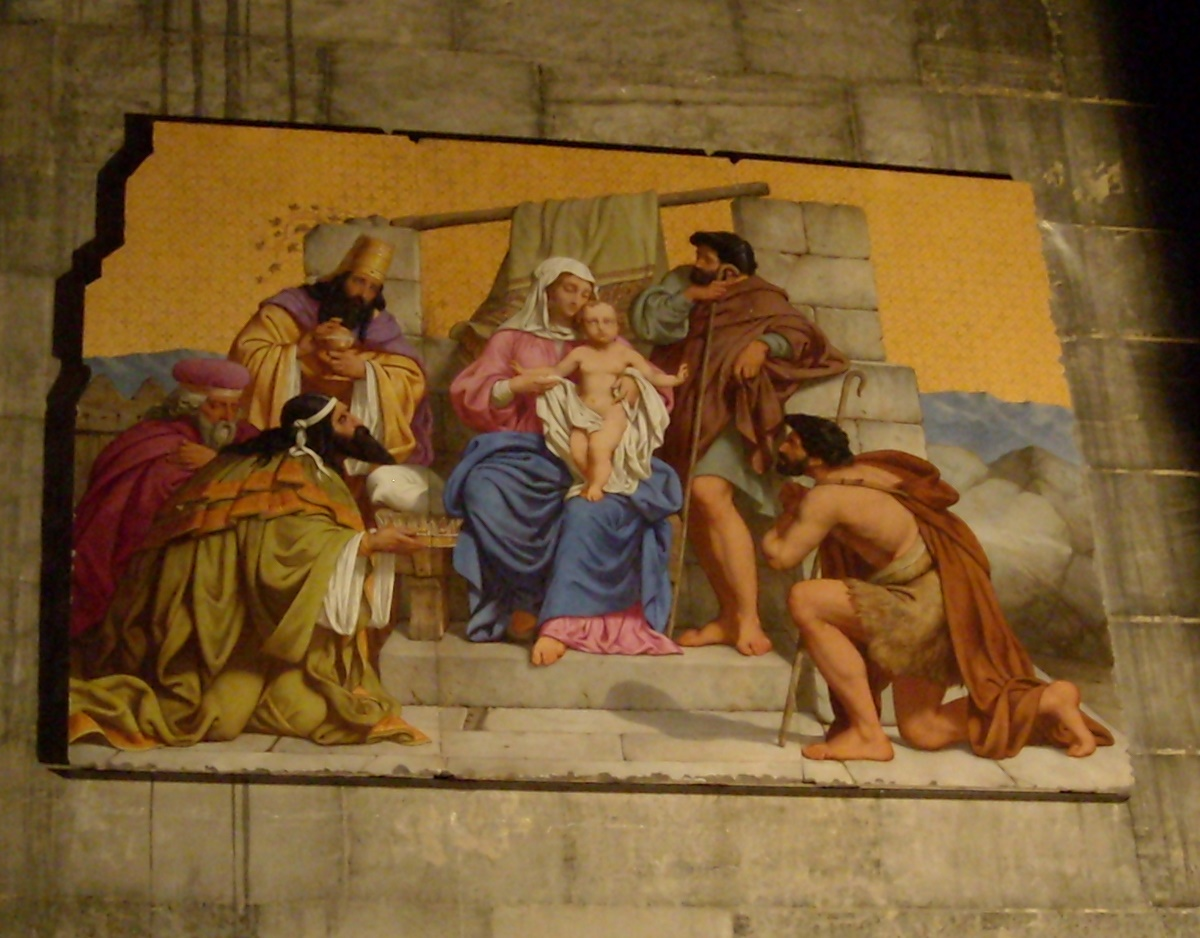
L'Adoration des mages (1854).

## Collections publiques

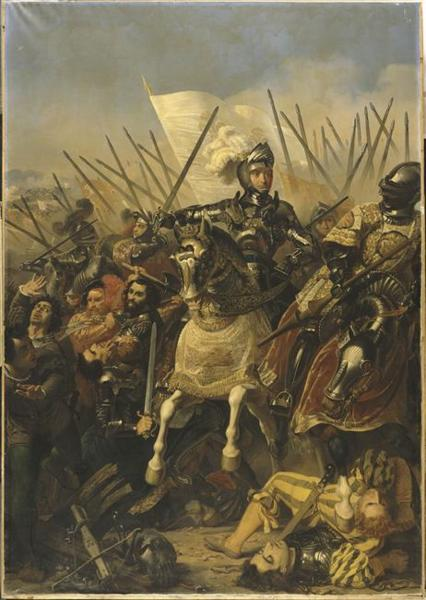
La Bataille d'Agnadel, 14 mai 1509 (1837), Versailles, musée de l'Histoire de France.

- Autun, musée Rolin : Halte de Gitans dans les montagnes de Ronda (1832), huile sur toile[7]
- Paris, église Saint-Ambroise
- Paris, église Saint-Antoine-des-Quinze-Vingts
- Paris, église Saint-Vincent de Paul :
  - La Trinité (1846), plaque de lave émaillée sur la façade
  - L'Adoration des mages (1846), plaque de lave émaillée
- Paris, musée du Louvre :
  - Lara (1834), huile sur toile[8]
  - Une Guerilla (1834), huile sur toile[9]
- Préfecture de Paris : Le Christ parmi les savants (1865), huile sur toile
- Musée des beaux-arts de Valenciennes : Les Brigands de Valence (1833), huile sur toile
- Musée des beaux-arts de Rouen : Le Massacre des Innocents (1845), huile sur toile[10]
- Versailles, musée de l'Histoire de France :
  - Prise du château de Foix, 1272 (1837), huile sur toile[11]
  - La Bataille d'Agnadel, 14 mai 1509 (1837), huile sur toile[12]
  - La Bataille de Seminara, 24 juin 1495 (1838), huile sur toile[13]
  - La Bataille de Turcoing, 18 mai 1794 (1836), huile sur toile[14]
  - Combat d'Hooglede, 13 juin 1794 (1836), huile sur toile[15]
  - Godefroy de Bouillon tient les premières Assises du Royaume de Jérusalem, Janvier 1100 (1839), huile sur toile[16]
  - Louis le Gros prend l'oriflamme à Saint-Denis, 1124 (1837), huile sur toile[17]
  - Nicolas de Catinat, seigneur de Saint-Gratien, maréchal de France (1637-1712) (1834), huile sur toile[18]
  - Philippe III, dit le Hardi, roi de France (1245-1285) (1837), huile sur toile[19]

## Exposition
- Laves émaillées : un décor oublié du XIXe siècle, Musée de la vie romantique, Paris, 15 octobre 1998-17 janvier 1999 [catalogue par Georges Brunel]

## Élèves
- Gustave Boulanger (1824-1888), élève de 1846 à 1849, Prix de Rome en peinture
- Eugène Froment-Delormel

## Publications
- « Nécrologie de Pierre Hachette », Revue générale de l'architecture et des travaux publics, vol. 7,‎ 1847-1848, col. 352-354 (lire en ligne)
- « De la peinture murale et particulièrement de la peinture à la fresque, de ses procédés et de ses avantages », Revue générale de l'architecture et des travaux publics, vol. 8,‎ 1849-1850, col. 73-80, 129-141 (lire en ligne)
- « De la peinture murale. De la peinture à la cire et de la peinture à l'huile appliquées à la décoration des édifices », Revue générale de l'architecture et des travaux publics, vol. 8,‎ 1849-1850, col. 194-199, 242-250, 313-318, 382-397 (lire en ligne)
- « Peinture murale. De la peinture en émail sur lave », Revue générale de l'architecture et des travaux publics, vol. 9,‎ 1851, col. 28-35, 55-64, 121-129, 173-181 (lire en ligne)
- « Procédés de peinture murale employés au XIIIe siècle à la Sainte Chapelle de Paris », Revue générale de l'architecture et des travaux publics, vol. 10,‎ 1852, col. 87-94 (lire en ligne)
- « Des peintures murales de l'église de Villette, exécutées par M. Jean Brémond », Revue générale de l'architecture et des travaux publics, vol. 11,‎ 1853, col. 63-76 (lire en ligne)
- De la peinture religieuse à l'extérieur des églises : à propos de l'enlèvement de la décoration extérieure du porche de Saint-Vincent-de-Paul, Paris, imprimerie de A. Wittersheim, 1861, 121 p. (lire en ligne)
- Peinture en émail sur lave, sa raison d'être et sa défense contre les obstacles opposés à son adoption, Paris, imprimerie de A. Wittersheim, 1862, 55 p. (lire en ligne)

## Distinction
- Chevalier de la Légion d'honneur, le 2 mai 1851[20].